# Vollenhovia brachycera
Vollenhovia brachycera är en myrart som beskrevs av Carlo Emery 1914. Vollenhovia brachycera ingår i släktet Vollenhovia och familjen myror. Inga underarter finns listade i Catalogue of Life.